# Jan Brueghel stariji
Jan Brueghel stariji (Bruxelles, 1568. – Antwerpen, 1625.) bio je flamanski slikar, sin Pietera Brueghela starijeg i otac Jana Brueghela mlađeg. Nadimci su mu bili «baršunasti», »cvjetni» ili «rajski» Brueghel. Posljednja dva naziva proizašla su iz njegovih omiljenih slikarskih motiva, dok se «baršunasti» odnosi na baršunasti sjaj njegovih boja, ili, nagađa se, zbog njegove navike nošenja odjeće od baršuna. 
Za razliku od oca "seljaka" Brueghela, Jan Brueghel bio je kozmopolit te štićenik i prijatelj rimskog kardinala Federiga Borromea, ujedno naručitelja slika Jana Brueghela. 

## Karijera
Jan Brueghel, stariji poznat je kao slikar mrtvih priroda s cvijećem, i krajolika. Razvio je slikarski stil koji je u većoj mjeri neovisan o očevom slikarstvu, što nije slučaj s njegovim bratom Pieterom Mlađim.
Njegovi rani radovi uglavnom su krajolici sa scenama iz Svetog pisma, njegove slike šumskih predjela otkrivaju utjecaj majstora šumskih pejsaža Gillisa van Coninxlooa. 
U svijem kasnijem radu slikao je više «čistih» krajolika i gradskih veduta, a prema koncu života uglavnom mrtve prirode. Ti se radovi odlikuju velikom preciznošću i vrlo detaljnim prikazivanjem određenih vrsta cvijeća, uz koje je dodavao također pažljivo naslikane druge prirodne oblike poput školjaka, pčela, leptira i drugih.
Jan Brueghel je često surađivao s drugim slikarima: on bi uglavnom slikao krajolike u koje bi drugi slikar potom umetnuo figure. Najpoznatiju takvu suradnju ostvario je s Peterom Paulom Rubensom.
Imao je slikarski studio u Antwerpenu u Belgiji, gdje je 1625.godine umro od kolere.

## Obiteljsko stablo
|                       |                       |                       |                       | Pieter Brueghel stariji |                       |  |  |                      |                      |                      |                      |                      |                      |  |  |  |  |  |  |  |  |  |  |  |  |  |  |
|                       |                       |                       |                       |                         |                       |  |  |                      |                      |                      |                      |                      |                      |  |  |  |  |  |  |  |  |  |  |  |  |  |  |
|                       |                       |                       |                       |                         |                       |  |  |                      |                      |                      |                      |                      |                      |  |  |  |  |  |  |  |  |  |  |  |  |  |  |
| Pieter Brueghel mlađi | Pieter Brueghel mlađi | Pieter Brueghel mlađi | Pieter Brueghel mlađi | Pieter Brueghel mlađi   | Pieter Brueghel mlađi |  |  | Jan Brueghel stariji | Jan Brueghel stariji | Jan Brueghel stariji | Jan Brueghel stariji | Jan Brueghel stariji | Jan Brueghel stariji |  |  |  |  |  |  |  |  |  |  |  |  |  |  |
| Pieter Brueghel mlađi | Pieter Brueghel mlađi | Pieter Brueghel mlađi | Pieter Brueghel mlađi | Pieter Brueghel mlađi   | Pieter Brueghel mlađi |  |  | Jan Brueghel stariji | Jan Brueghel stariji | Jan Brueghel stariji | Jan Brueghel stariji | Jan Brueghel stariji | Jan Brueghel stariji |  |  |  |  |  |  |  |  |  |  |  |  |  |  |
|                       |                       |                       |                       |                         |                       |  |  | Jan Brueghel mlađi   |                      |                      |                      |                      |                      |  |  |  |  |  |  |  |  |  |  |  |  |  |  |
|                       |                       |                       |                       |                         |                       |  |  |                      |                      |                      |                      |                      |                      |  |  |  |  |  |  |  |  |  |  |  |  |  |  |
|                       |                       |                       |                       |                         |                       |  |  | Abraham Brueghel     |                      |                      |                      |                      |                      |  |  |  |  |  |  |  |  |  |  |  |  |  |  |

## Vanjske poveznice
- Umjetnička Web-galerija: Jan Brueghel stariji
- Jan Brueghel stariji u Olga's Gallery